# The Budos Band
The Budos Band és una banda instrumental que enregistra amb el segell Daptone Records.
La banda, formada habitualment per deu membres, però a vegades han tocat fins a 13 membres, toca música instrumental autodenominada per ells com "Afro-Soul", que s'extreu de la música etíop a la qual després la banda "posa una mica de dolç material dels 60 per dalt", segons defineix en una entrevista del 2007 el saxofonista baríton Jared Tankel.